# Spin (jazzrockgroep)
Spin was een Nederlandse jazzrockgroep die in 1976 voortkwam uit Ekseption. De groep werd opgericht door Rein van den Broek, en bestond verder uit de Ekseptionleden, Hans Hollestelle, Hans Jansen en Jan Vennik, en de ritmesectie Jan Hollestelle en Cees Kranenburg. Na twee albums viel de groep uitelkaar.

## Geschiedenis
Wegens interne strubbelingen, ingegeven door het uitblijven van commercieel succes en meningsverschillen over de muziek, laste de symphonische-rockband Ekseption in 1975 een pauze in. Op initiatief van Van den Broek werd in 1976 een nieuwe band opgericht, bestaande uit muzikanten die al vijf jaar jamsessies hielden. Spin sloeg een andere muzikale richting in dan zijn voorganger; klassieke invloeden werden ingeruild voor jazzinvloeden.
Nog in 1976 kwam het titelloze album Spin uit op Ariola. De track Grasshopper werd zowaar een klein hitje in de Verenigde Staten. Island Records zou de distributie van uitgebrachte werken in het Verenigd Koninkrijk en de Verenigde Staten op zich nemen maar trok zich terug. Dit hield de band niet tegen; in 1977 volgde Whirlwind.
Bij gebrek aan belangstelling viel de groep weer uit elkaar. Na de opheffing gingen de muzikanten hun eigen weg. Zo componeerde Van den Broek Trumpet Cross, de begintune van Radio Tour de France, zette Hans Hollestelle zijn werk als sessiemuzikant voort en werd zijn broer Jan docent aan het Hilversums Conservatorium en het Conservatorium van Amsterdam.

## Albums
- Spin, 1976
- Whirlwind, 1977

- International Standard Name Identifier: 0000 0004 7141 0437
- MusicBrainz: 4f648d7b-06df-4947-bb56-1f51d973b381